# Calystryma barza
Calystryma barza är en fjärilsart som beskrevs av William D. Field 1967. Calystryma barza ingår i släktet Calystryma och familjen juvelvingar. Inga underarter finns listade i Catalogue of Life.